# Paradelphomyia ecalcarata
Paradelphomyia ecalcarata är en tvåvingeart som först beskrevs av Edwards 1938.  Paradelphomyia ecalcarata ingår i släktet Paradelphomyia och familjen småharkrankar. Inga underarter finns listade i Catalogue of Life.